# 雷庆瑶
雷庆瑶（1990年1月3日—），原名雷強，四川省成都市温江区残联肢残协会副主席，四川博爱感恩文化传播有限公司总经理。曾获多项荣誉称号和奖项。1992年11月29日她被高压电击失去了双臂。2008年，她因出演《隐形的翅膀》而获得第二十九届大众电影百花奖最佳新人奖。